# Tower Island
Tower Island (in Argentinien und Chile Isla Torre) ist eine 7,1 km lange, 4,9 km breite und 305 m hohe Insel am nordöstlichen Ausläufer des Palmer-Archipels westlich der Antarktischen Halbinsel. Sie liegt 30 km nördlich der Einfahrt zur Charcot-Bucht und ist vom Kap Kater durch die Orléans-Straße getrennt. 
Der irisch-britische Seefahrer Edward Bransfield entdeckte sie am 30. Januar 1820 und benannte sie nach ihrer rundlichen Gestalt.